# Unione Sportiva Pro Vercelli 1950-1951
Questa voce raccoglie le informazioni riguardanti l'Unione Sportiva Pro Vercelli nelle competizioni ufficiali della stagione 1950-1951.

## Rosa
| N. |                   | Ruolo | Calciatore        |
| -- | ----------------- | ----- | ----------------- |
|    | Italia (bandiera) | D     | Franco Baucè      |
|    | Italia (bandiera) | C     |                   |
|    | Italia (bandiera) | C     | G. Boglietti      |
|    | Italia (bandiera) | C     | I. Bolzoni        |
|    | Italia (bandiera) | D     | Raimondo Cantone  |
|    | Italia (bandiera) | C     | G. Caretta        |
|    | Italia (bandiera) | C     | M. Cristallo      |
|    | Italia (bandiera) | A     | Marcello Gaviglio |

| N. |                   | Ruolo | Calciatore         |
| -- | ----------------- | ----- | ------------------ |
|    | Italia (bandiera) | A     | U. Gibin           |
|    | Italia (bandiera) | A     | Ermanno Malinverni |
|    | Italia (bandiera) | A     | G. Ranghino        |
|    | Italia (bandiera) | D     | I. Roncarolo       |
|    | Italia (bandiera) | P     | Renato Rustico     |
|    | Italia (bandiera) | A     | P. Timossi         |
|    | Italia (bandiera) | D     | Luciano Vellano    |